# Олимпийский стадион (Стокгольм)
Стокгольмский стадион (швед. Stockholms stadion) или Стокгольмский олимпийский стадион (швед. Stockholms Olympiastadion) — мультиспортивный стадион в Стокгольме, Швеция, домашняя арена футбольного клуба «Юргорден». Кроме футбольных матчей, на стадионе проводятся многочисленные крупные концерты. Арена вмещает 14 417 зрителей во время проведения футбольных поединков и 32 000 зрителей во время концертных событий. Стадион был спроектирован и построен специально к Олимпийским играм 1912 года. С 1912 до 1936 свои домашние матчи проводил здесь стокгольмский футбольный клуб АИК.

## История
Стадион был построен в течение 1910—1912 годов специально к проведению летних Олимпийских игр в Стокгольме. Новую арену построили вместо старого спортивного парка, который был расположен в том же месте. Автором проекта строительства стал шведский архитектор Торбен Грут. Поначалу новый стадион планировался как временное сооружение, однако, немного позже концепция изменилась, и Грут стал разрабатывать постоянный монументальный проект. Первый вариант напоминал по архитектуре замки Густава I Васа. В конце концов стадион был построен в стиле романтического национализма: с башнями, напоминающими средневековые городские стены, декоративными узорами кирпичом, скульптурами и другими архитектурными элементами, присущими этому стилю. Вероятно, Грут черпал вдохновение из кирпичной архитектуры Рагнара Эстберга и городских стен Висбю. Строительство было начато 23 ноября 1910 года компанией Kreuger & Toll, а уже 1 июня 1912 года в 15:00 по местному времени состоялось официальное открытие арены. На то время стадион имел два яруса и мог вместить в себе более 22 тысяч зрителей. Церемонию открытия посетили 25 тысяч поклонников спорта.
Стадион иногда использовался для проведения свадеб. Первой вышла замуж здесь дочь Эрика Бергвалля в 1923 году.
В период с 1916 по 1946 год делами стадиона руководил известный шведский спортсмен Эрик Бергвалль. 30-е годы XX столетия внесли определенные дополнения во внешний вид арены: было установлено несколько скульптур работы Карла Эльда и Карла Фагерберга.
Также с 1916 по 1962 год на стадионе ежегодно 6 июня отмечался День шведского флага.
В 1954 году состоялась реконструкция западной трибуны, деревянные конструкции которой были уничтожены огнём. Их заменили на более долговечные и практичные бетонные составляющие и установили новую крышу. Аналогичные преобразования были осуществлены на восточной трибуне в 1967 году. Между этими событиями на Олимпийском стадионе произошло ещё одно, отнюдь не меньшего значения. В 1956 году в Стокгольм снова вернулись Олимпийские игры, хотя и частично. Именно здесь проводились соревнования по конному спорту, тогда как все другие награды разыгрывались в Мельбурне.
Спортивная жизнь на стадионе кипела почти постоянно. С 1912 по 1936 год он был домашней ареной футбольного клуба АИК, пока в качестве хозяев арены их не сменил другой футбольный клуб — «Юргорден», который выступает здесь и до сих пор. Кроме футбольных соревнований, Олимпийский стадион стал постоянным местом проведения легкоатлетического фестиваля DN Galan и завершающим пунктом Стокгольмского марафона. С 1913 по 1965 год здесь проводились финальные матчи чемпионата Швеции по бенди (в качестве катка стадион использовали 10 клубов). После сезона 1970/1971 арена была официально закрыта для проведения соревнований по шведскому хоккею.
В 1973 году возле арены было построили станцию метрополитена, которая получила название «Стадион».
Олимпийский стадион является местом проведения самых значимых музыкальных концертов в Стокгольме. Здесь выступали такие известные мировые исполнители, как Элтон Джон, «Роллинг Стоунз», «Колдплэй», Ю-ту, «Кисс», AC/DC, «Металлика», «Айрон Мэйдэн», Майкл Джексон, Брюс Спринстин, «Мьюз», «Депеш Мод», Робби Уильямс, Давид Гета и другие.
С 2004 по 2008 год на Олимпийском стадионе проводился теннисный турнир 4-й категории среди женщин Nordea Nordic Light Open. Однако, перед началом 2009 года главный спонсор отказался от выделения средств на его проведение, и соревнования были объединены с Открытым чемпионатом Швеции по теннису, который проводился в Бостаде.
В 2008—2009 годах появилась идея уменьшить количество легкоатлетических соревнований на Олимпийском стадионе и адаптировать его для более комфортного просмотра домашних матчей футбольного клуба «Юргорден». Тем не менее, возможности сделать из Олимпийского стадиона действительно хорошую футбольную арену найдено не было, и градостроительный совет решил оставить его в том виде, который он имел до этого. На данный момент стадион включен в список зданий-памятников, и его реконструкция и модернизация невозможны. Эта арена является одним из немногих значимых спортивных сооружений мира, на котором ещё остались деревянные сиденья. К 100-летию стадиона в 2012 году было принято решение провести капитальный ремонт этого здания стоимостью 74 миллиона крон.

## Концерты на стадионе
На олимпийском стадионе нередко проходят концерты, так как площадка изначально подготовлена к проведению масштабных событий. На стадионе выступало множество известных личностей и групп, некоторые из них поставили своеобразные рекорды поседения этого стадиона:
- В 1995 году английская рок-группа «Роллинг Стоунз» выступила на стадионе перед 35 200 зрителями.
- Майкл Джексон дал на Олимпийском стадионе сразу два концерта подряд (17 и 18 июля 1992 года), которые суммарно посетили 60 000 зрителей.
- В 2008 году 32 500 билетов на концерт «Кисс» было продано менее, чем за 20 минут.
- Брюс Спринстин восемь раз выступал на Олимпийском стадионе. Его концерты в общем посетило около 100 000 зрителей.

## Галерея

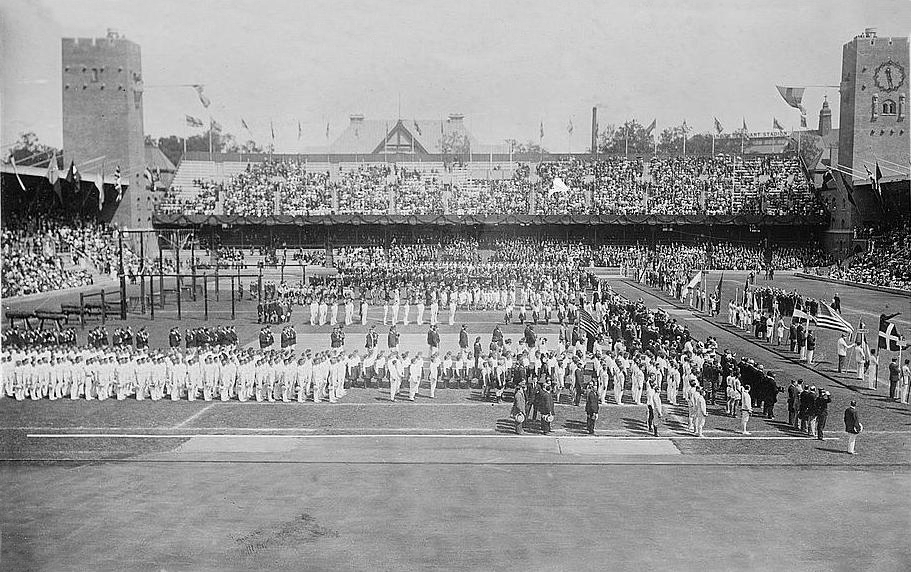
1912 год
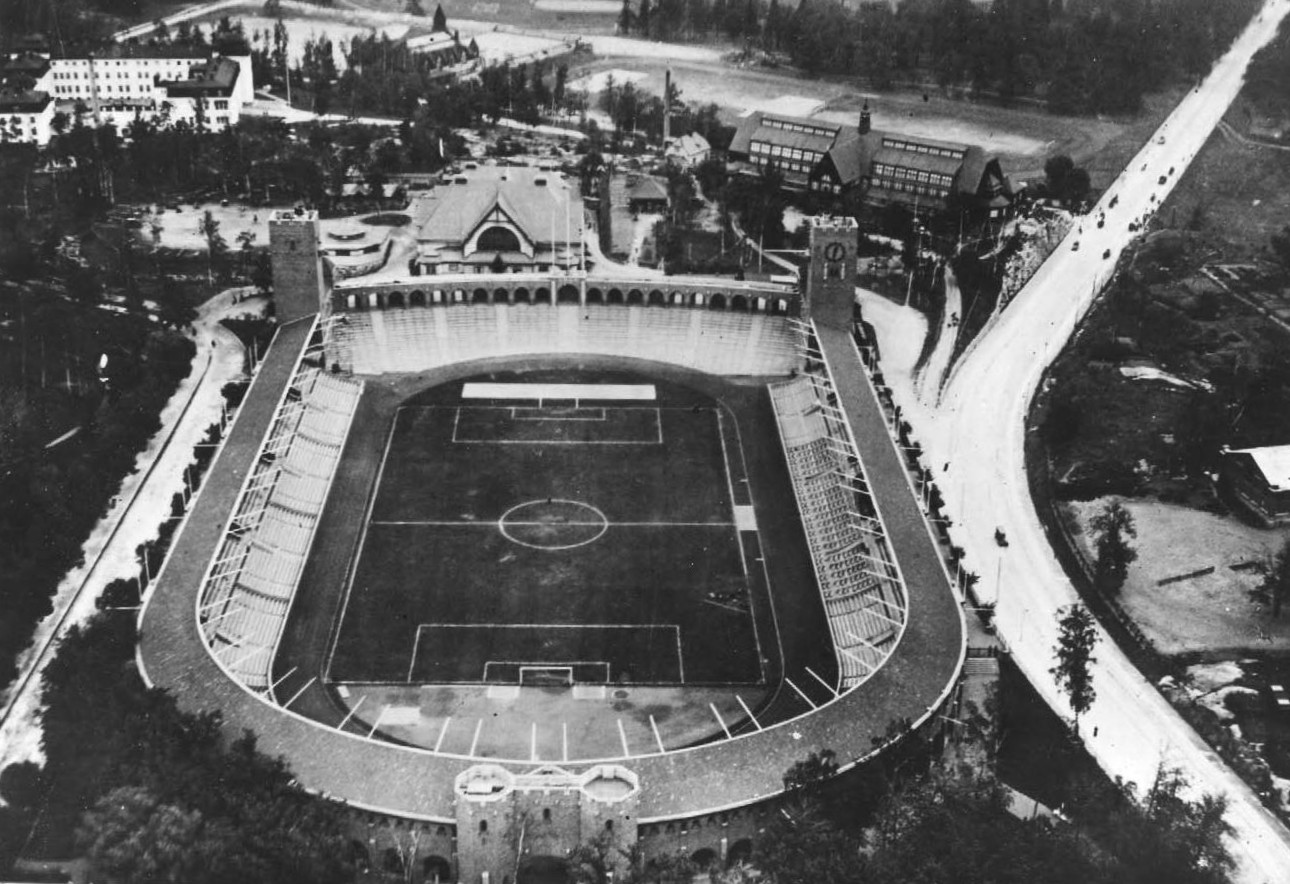
1919 год
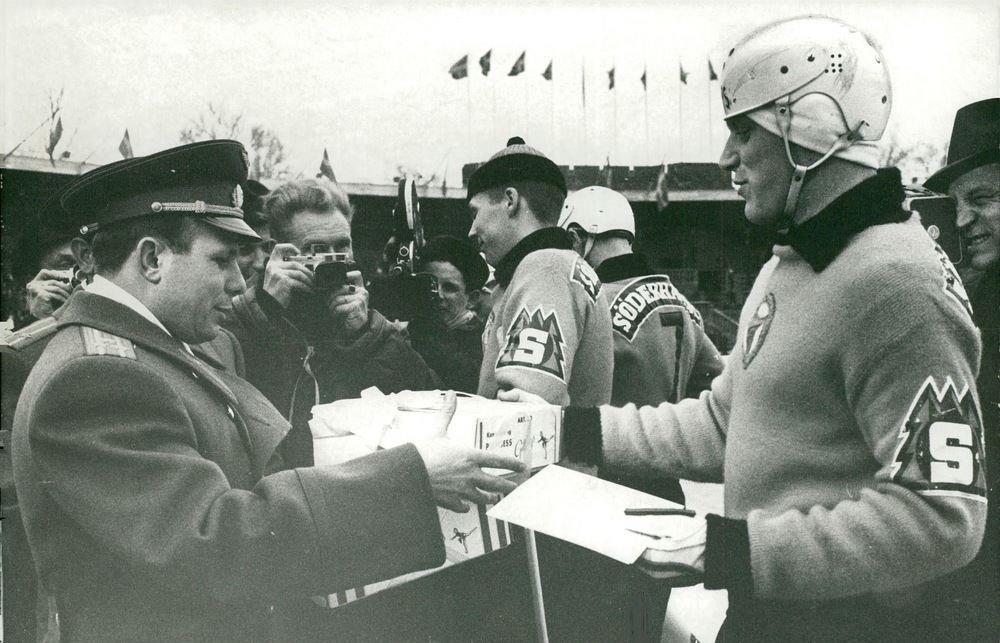
1964 год, Юрий Гагарин и Валерий Быковский на финальном матче чемпионата Швеции по хоккею с мячом между командами «Бруберг» и «Скутшер»
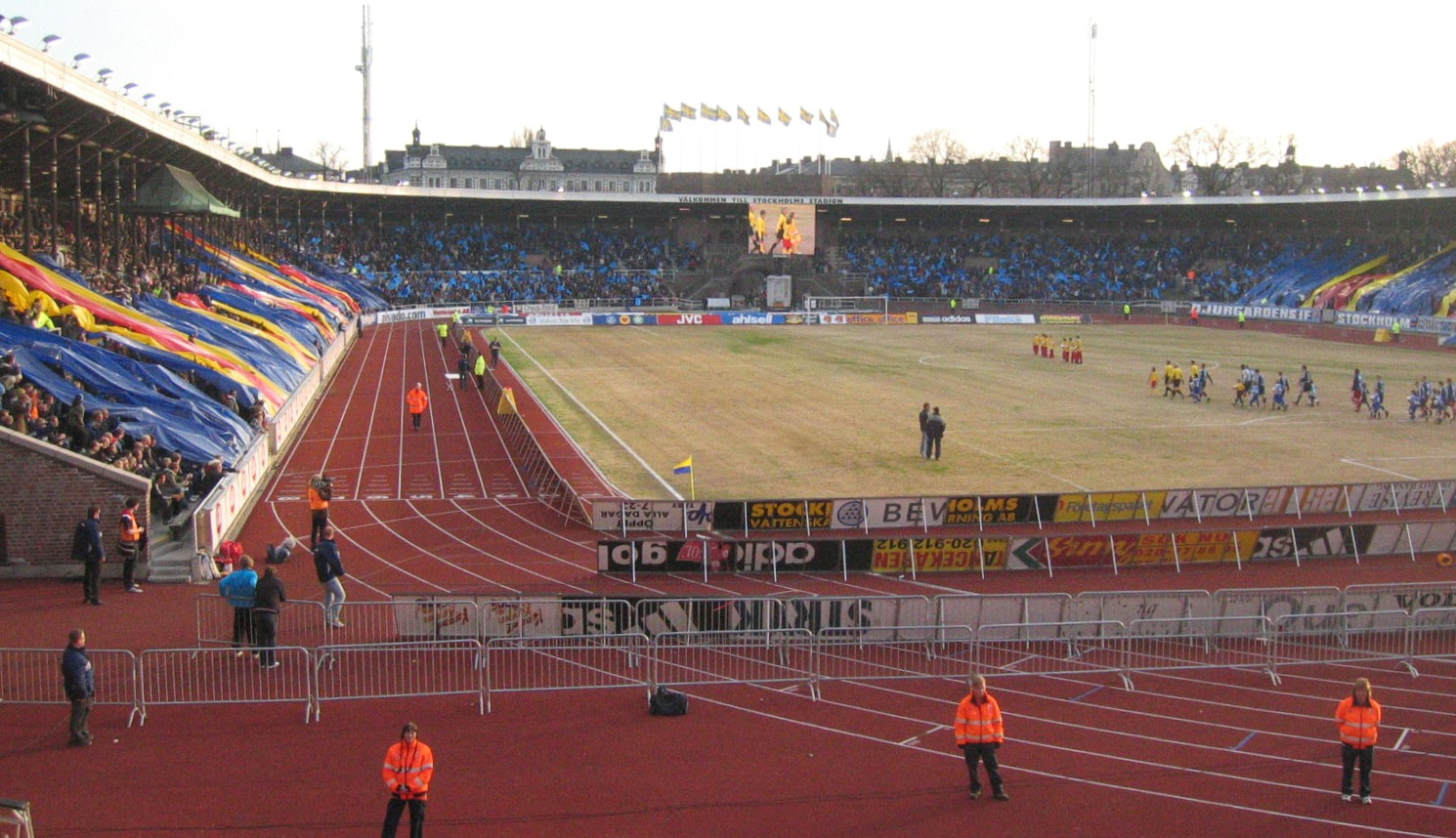
2006 год
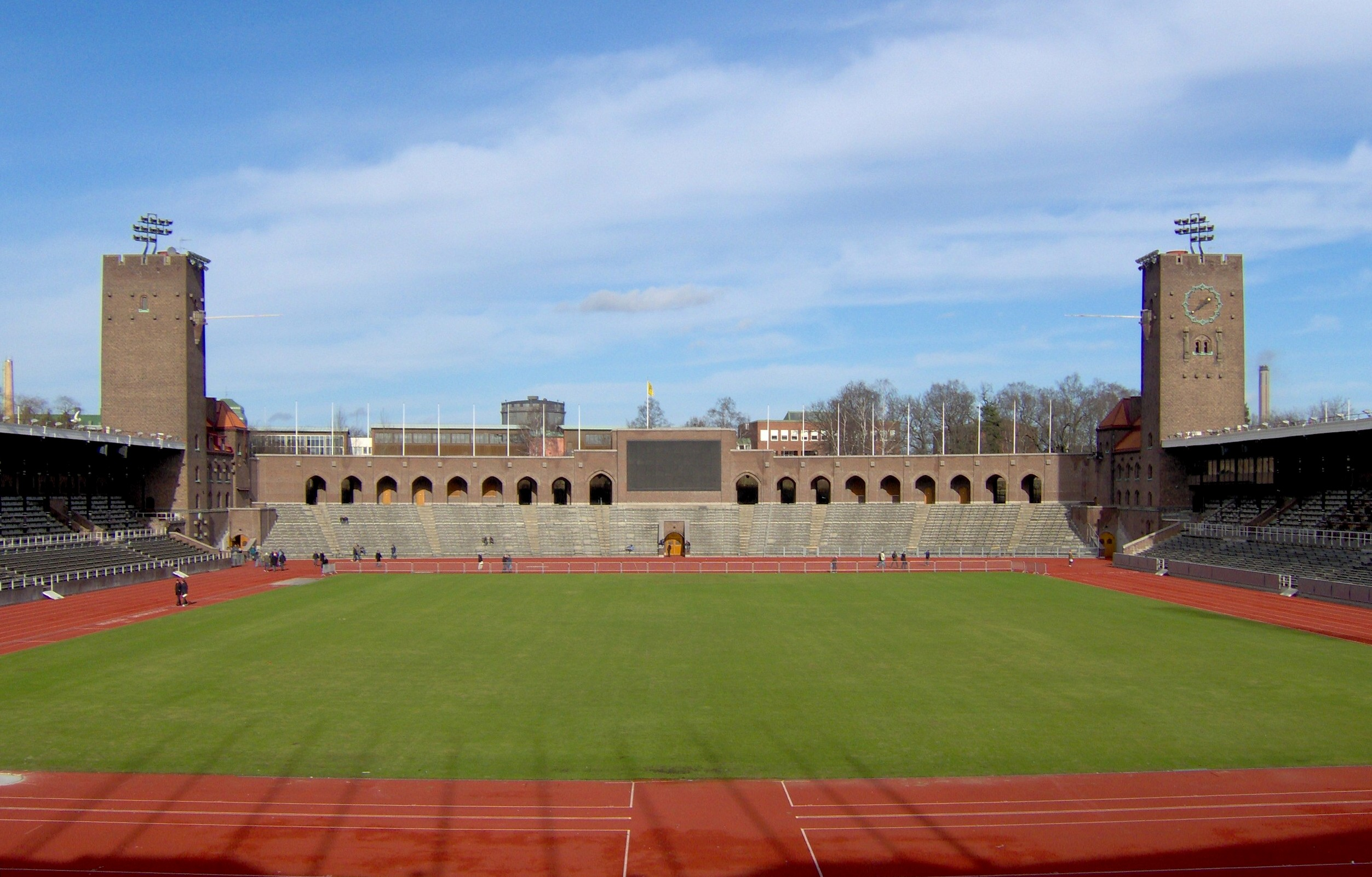
2007 год
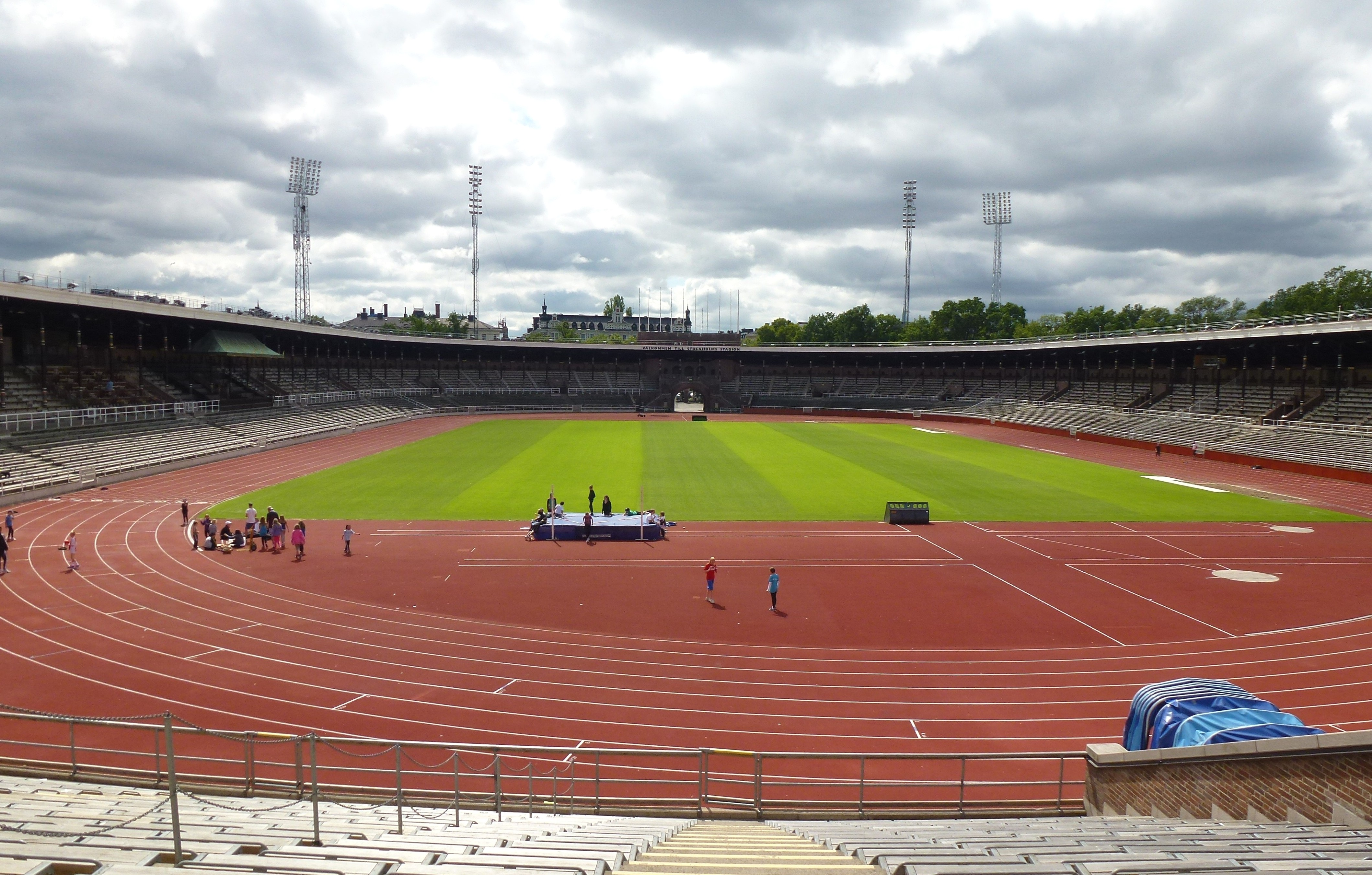
2012 год

## Рекорды
По состоянию на начало 2013 года на этой арене было установлено 83 мировых рекорда. Это самый высокий показатель в мире среди всех стадионов. 
Наибольшая посещаемость во время футбольного матча была зафиксирована 16 августа 1946 года в поединке футбольных клубов «Юргорден» и «АИК». Эту игру посетили 21 995 зрителей, рекорд же посещаемости поединка по хоккею с мячом составил 28 848 зрителей и был установлен в 1959 году.
В 1985 году Тед Кессингер, главный тренер команды «Бэтани Колледж» (англ. Bethany College) из Канзаса, впервые привез в Швецию команду по американскому футболу. На Олимпийском стадионе американцы нанесли сокрушительное поражение сборной «звёзд» Швеции со счетом 72-7.

## Факты
- Стадион в Стокгольме — один из самых небольших стадионов за всю современную историю проведения Олимпийских игр.